# 1614

## Esdeveniments
Països catalans
- 22 de juliol: Ramon d'Olmera i d'Alemany és nomenat President de la Generalitat de Catalunya.
- Mallorca: S'inicia la construcció de l'Església de la Concepció de Palma .

Resta del món
- 5 d'abril: Pocahontas, es casa amb un John Rolfe, magnat nouvingut.
- 23 d'agost, Groningen: Fundació de la Universitat de Groningen.[1]
- Bagrat VII de Kartli és nomenat pels perses rei de Kartli.
- Es funda Tirana, actual capital d'Albània.
- Japó: S'inicia el setge d'Osaka entre el shogunat Tokugawa i el clan Toyotomi.

## Naixements
- 1 de gener, Fawsley, Northamptonshire: John Wilkins, pastor protestant i autor de diversos treballs científics, fundador i primer secretari de la Royal Society i Bisbe de Chester (1668 - 1672). La seva obra més reeixida és An Essay towards a Real Character and a Philosophical Language.
- 5 de gener, Wiener Neustadt, Baixa Àustria: Leopold Guillem d'Habsburg, arxiduc d'Àustria, militar, bisbe i col·leccionista d'art austríac.
- 20 de setembre, Trento: Martino Martini, jesuïta italià, missioner a la Xina. (m. 1661).[2]
- 28 de setembre, Madrid: Juan Hidalgo de Polanco, compositor espanyol del Barroc, arpista a la Cort de Madrid, fou l'autor de l'òpera espanyola més antiga de la qual es conserva la partitura: Celos aun del aire matan (1660),
- Avilés: Juan Carreño de Miranda, pintor asturià que va destacar com retratista en la Cort Espanyola, coincidint allí amb Velázquez.
- Francisco Ricci, pintor barroc espanyol.

## Necrològiques

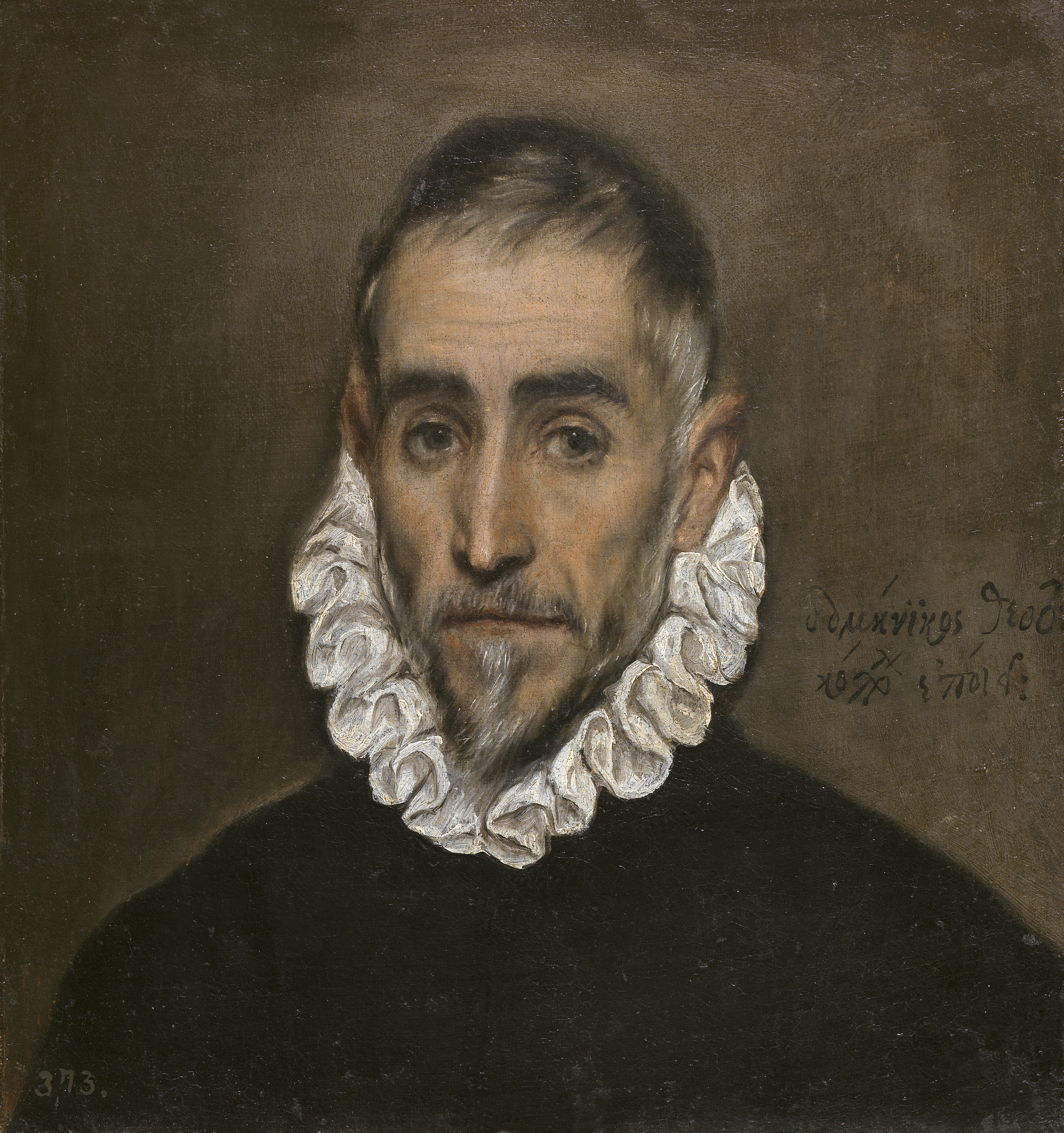
Possible autoretrat del Greco.

- 7 d'abril, Toledo, Regne de Castella: El Greco, artista manierista (n. 1541).[3]
- 17 d'abril, Pisa: Francesc de Ferran I de Mèdici, príncep de Toscana.
- 1 de juliol: Isaac Casaubon, erudit i filòleg clàssic.
- 14 de juliol, Roma, Estats Pontificis: Camil de Lellis, eclesiàstic italià, fundador dels camils.
- 11 d'agost, Romaː Lavinia Fontana, pintora italiana, primera dona dedicada professionalment a la pintura (n. 1552).[4]
- 28 de setembre, València: Tomàs Cerdan de Tallada, magistrat, jurista, humanista, poeta i doctor en dret valencià.
- Vila Viçosa: Caterina de Portugal i de Bragança, infanta de Portugal.
- Ciutat de Panamà: Pedro Fernández de Quirós, mariner i explorador portuguès al servei de la corona espanyola.
- València: Cristòfol de Virués, dramaturg i poeta èpic valencià.
- Maeda Toshinaga, samurai i dàimio del domini de Kaga durant els inicis del període Edo.
- Matsuura Shigenobu, samurai del període Sengoku i del començament del període Edo.

- Johannes Stollius compositor barroc.